# نیوتون هایلندز (ماساچوست)
نیوتون هایلندز (به انگلیسی: Newton Highlands) یک روستا در ایالات متحده آمریکا است که در ماساچوست واقع شده‌است.